# Bienatti-Nunatak
Der Bienatti-Nunatak (spanisch Nunatak Bienatti) ist ein Nunatak an der Oskar-II.-Küste des Grahamlands auf der Antarktischen Halbinsel. Er ragt unmittelbar südlich des Cabre-Nunatak auf der Jason-Halbinsel auf.
Argentinische Wissenschaftler benannten ihn. Der weitere Benennungshintergrund ist nicht hinterlegt.